# The Thieves
The Thieves (Originaltitel: 도둑들 Dodukdeul) ist ein südkoreanisches Heist-Movie von Choi Dong-hoon aus dem Jahr 2012.
In Anlehnung an die Erfolge der Oceans-Eleven-Reihe wurde The Thieves mit einem großen Staraufgebot an exotischen Schauplätzen und einem für südkoreanische Verhältnisse umfangreichen Budget von knapp 11 Millionen Dollar realisiert. Mit über 13 Millionen verkauften Tickets ist die Actionkomödie aktuell der kommerziell zweiterfolgreichste südkoreanische Film aller Zeiten.
Im Westen feierte der Film 2012 auf dem Toronto International Film Festival Premiere.

## Handlung
Zwei professionelle Diebe, die ältere Alkoholikerin Chewing Gum und die junge attraktive Fassadenkletterin Yenicall, stehlen von dem Galeristen der Leesung-Galerie ein seltenes Artefakt, das dieser von einem berüchtigten Hehler, dem Chinesen Wei Hong, gekauft hatte. Der Diebstahl wurde von ihrem Anführer Popie und dessen Gehilfen Zampano geplant. Am nächsten Tag bekommen sie Besuch von einem Polizeiermittler, der Popie schon länger auf den Fersen ist.
Unterdessen sind in Hong Kong der altgediente chinesische Dieb Chen, Jonny und der Korea-Chinese Andrew dabei ein Juwelengeschäft auszurauben. Nach dem Diebstahl schließt sich ihnen Julie, die Tochter eines professionellen Safeknackers, an.
Um dem Fahndungsdruck in der Heimat zu entkommen, schließen sich die Koreaner der Bande um Chen in Hong Kong an. Angeführt von dem Meisterdieb Macao Park, der einst Chef von Popie war, planen sie einen gemeinsamen Raub. Ziel des aufwändig geplanten Diebstahls ist der Diamant Tränen der Sonne, der einen Wert von über 30 Millionen Dollar hat. Dieser wurde während einer Ausstellung in Tokyo gestohlen und befindet sich im Besitz von Madame Tiffany, der japanischen Geliebten von Wei Hong. Dieser plant einen Besuch im Casino von Macau.
Popie engagiert auch noch die Safeknackerin Pepsee, die gerade auf Bewährung entlassen wurde. Dies gefällt Park jedoch nicht, da er vor einigen Jahren eine Beziehung mit ihr hatte, die in die Brüche gegangen ist. Park beabsichtigt den Diamanten für 20 Millionen Dollar zurück an Wei Hong zu verkaufen, dessen Gesicht kaum jemand kennt. Es handelt sich um ein gefährliches Unterfangen, denn Wei Hong hat die Angewohnheit, jeden, der ihm in die Quere kommt, zu ermorden.
Jeder in der Gruppe verfolgt eine andere Agenda, und als es in Macau schließlich zu dem Raub kommt, läuft wenig wie geplant.

## Hintergrund
Das Casting für The Thieves begann Ende 2010, und im März des folgenden Jahres bestätigte die Produktionsfirma Showbox die hochkarätige Besetzung in einer Pressemitteilung. Zu dem Zeitpunkt war in der Presse schon von einem „koreanischen Oceans Eleven“ die Rede.
Regisseur Choi Dong-hoon wurde mit den Worten zitiert: „Dies sind genau die Schauspieler, die mich beim Schreiben des Drehbuchs von der ersten Zeile an inspiriert haben.“ Wobei er zugestand, dass diese Kombination die Dreharbeiten entweder komplett scheitern lassen oder zu einem großen Erfolg führe würde. Zu unterschiedlich seien die Stile und Charaktere der gecasteten Schauspieler.
Choi gestand später, dass für ihn die Führung dieser Gruppe von Stars am Anfang „really scary“ (wirklich Angst einflößend) gewesen sei. Während der Dreharbeiten konnte er den Blick jedoch, wegen des Charismas aller Beteiligten, kaum vom Kontrollmonitor abwenden. Er hatte dabei nie das Gefühl, dass einer der Darsteller wirkliche Führung bräuchte.
Kim Hye-soo war vom ersten Moment an sehr angetan vom Drehbuch und bezeichnete Choi als „ein Genie, das sehr hart arbeitet“. Das Drehbuch sei ein Produkt großer Anstrengung, genialer Ideen und eines berechnenden Geists mit Sinn für Details. Choi wisse genau, was er wolle und wie es zu realisieren sei. The Thieves habe dies bewiesen.
Angesprochen auf Oceans Eleven, sagte Regisseur Choi, er habe bei den Dreharbeiten nie bewusst an die Hollywood-Produktion gedacht. Obwohl ähnlich, sei The Thieves näher an seinen vorhergehenden Arbeiten The Big Swindle und Tazza: The High Rollers. Kim Yoon-seok fügte hinzu, dass die Akteure in Oceans Eleven deutlich harmonischer zusammenarbeiten, als es bei The Thieves der Fall sei.
Die sechsmonatigen Dreharbeiten in Seoul, Busan, Macau und Hongkong endeten im Dezember 2011.

## Rezeption

### Box Office
Mit 436.622 verkauften Tickets am Starttag verzeichnete The Thieves das zweithöchste Premierenergebnis in der Geschichte des südkoreanischen Films nach The Host aus dem Jahr 2006, der 449.500 Tickets am Starttag erreichte. Ein neuer Zuschauerrekord mit über sechs Millionen Besuchern wurde bereits nach elf Tagen erreicht.
Als sechster Film überhaupt erreichte The Thieves die magische Zahl von 10 Millionen Besuchern bereits nach 22 Tagen. Obwohl der Verleih in einer Pressemitteilung vom 2. Oktober die Zahl von 13.020.393 Besuchern nach nur 70 Tagen verkündete, gab das Korean Film Council die offizielle Zahl mit 12.983.334 Besuchern an. Damit blieb The Thieves in der Liste der erfolgreichsten südkoreanischen Filme aller Zeiten nur knapp hinter The Host.

### Kritiken
The Thieves wurde vorwiegend positiv bewertet und erreichte bei Metacritic eine Bewertung von 75/100. Die Auswertung bei Rotten Tomatoes liegt in vergleichbarem Rahmen, wobei in beiden Fällen die Anzahl der berücksichtigten Kritiken gering ist.
Robert Cherkowski von Filmstarts.de charakterisiert The Thieves trotz seines aufgeblähten Figurenkabinetts und seiner unnötig komplizierten Handlung als gute Unterhaltung. Choi gelänge es, die vielen Figuren und Handlungsstränge in einem spannungsreichen und actiongeladenen Finale zusammenzuführen.
Gary Goldstein von der Los Angeles Times bescheinigt The Thieves ebenfalls eine beeindruckend actiongeladene zweite Hälfte. Der Film verliere dabei jedoch viel von seinem anfänglichen Charme.

### Auszeichnungen und Preise
Buil Film Awards 2012
- Award in den Kategorien
  - Beste Kamera für Choi Yeong-hwan
  - Beste künstlerische Gestaltung für Lee Ha-joon
  - Jury Award
- Nominiert in den Kategorien
  - Bester Regisseur für Choi Dong-hoon
  - Beste Nebendarstellerin für Kim Hae-sook
  - Bester neuer Darsteller für Kim Soo-hyun

Grand Bell Awards 2012
- Award als Beste Nebendarstellerin für Kim Hae-sook
- Nominiert als bester Regisseur Choi Dong-hoon

Korean Association of Film Critics Awards 2012
- Beste Kamera für Choi Yeong-hwan

Blue Dragon Film Awards 2012
- Awards in den Kategorien
  - Beste technik für Yoo Sang-sub und Jung Yoon-hyun
  - Popularity Award für Kim Soo-hyun
  - Publikumspreis für den beliebtesten Film

Nominiert in den Kategorien
- - Bester Film
  - Bester Regisseur für Choi Dong-hoon
  - Beste Nebendarstellerin für Kim Hae-sook
  - Bester neuer Darsteller für Kim Soo-hyun
  - Bestes Drehbuch für Choi Dong-hoon und Lee Ki-cheol
  - Beste Kamera für Choi Yeong-hwan
  - Beste Beleuchtung für Kim Seong-kwan

Korean Culture and Entertainment Awards 2012
- Grand Prize/für Kim Yoon-seok
- Top Excellence Award für eine Darstellerin im Film für Kim Hye-soo
- Bester Film

Women in Film Korea Awards 2012
- Beste Produzentin für Ahn Soo-hyun

KOFRA Film Awards (Korea Film Reporters Association) 2013
- Beste Nebendarstellerin für Kim Hae-sook

Asian Film Awards 2013 
- Nominiert in den Kategorien
  - Beste Nebendarstellerin für Kim Hye-sook
  - Beste Nebendarstellerin für Jeon Ji-hyun
  - Beste Kamera für Choi Yeong-hwan
  - Bester Schnitt für Shin Min-kyeong

Baeksang Arts Awards 2013
- Nominiert in den Kategorien
  - Bester Regisseur für Choi Dong-hoon
  - Beste Nebendarstellerin für Jeon Ji-hyun